# Осолодино
Осолодино — населённый пункт в Карасукском районе Новосибирской области. Входит в состав Благодатского сельсовета.

## Название
Топоним происходит от существительного «осолодка», означающего корень солодки, лакрицу.

## География
Населённый пункт расположен рядом с региональной автодорогой 50К-01. Площадь населённого пункта — 3 гектара.
Северо-западнее поселения расположен участок недр «Осолодинский-2», содержащий суглинки. 

## История
Точная дата основания поселка не установлена, хотя в «Списке населенных мест Сибирского края» годом появления населенного пункта указан 1846. По состоянию на 1868-1869 годы казённый выселок Осолодочный относился к Юдинской волости Омского округа Тобольской губернии (административный центр — село Юдино) и состоял из 12 дворов. В 1870 году в селе Благодатное была построена церковь, к приходу которой стала относиться деревня.
На 1899 год деревня Осолодочная относилась к Лянинской волости Барнаульского уезда Томской губернии. В ней было 36 крестьянских дворов, во владении селения находилось 290 десятин удобной земли. Работала школа грамоты.
На 1926 год в деревне Осолодочная располагалась школа первой ступени. Деревня являлась центром сельсовета, куда помимо нее входил основанный в 1922 году выселок Ново-Ивановский. В деревне было 71 хозяйство.
После начала Великой Отечественной войны в Осолодино поселилось немало прибывших из прифронтовых регионов семей.
В 1960 году началось строительство железнодорожной линии Карбышево 1 – Иртышское – Карасук, была построена железнодорожная станция Осолодино.

## Население
| 2002 | 2007 | 2010 |
| ---- | ---- | ---- |
| 110  | ↗130 | ↘105 |

## Инфраструктура
В населённом пункте по данным на 2007 год отсутствует социальная инфраструктура.